# Lai Chia-wen
Lai Chia-wen (chinesisch 賴佳玟; * 20. August 1985) ist eine taiwanische Badmintonspielerin.

## Karriere
Lai Chia-Wen gewann bei der Universiade 2011 Bronze mit dem taiwanischen Team. Bei der Singapur Super Series 2011, den Chinese Taipei Open 2011, der Japan Super Series 2011 und den Macau Open 2011 qualifizierte sie sich jeweils für das Hauptfeld, kam aber nie über das Achtelfinale bei all diesen Veranstaltungen hinaus. Bereits im Jahr zuvor hatte sie die Kaohsiung International 2010 gewonnen. 2012 gewann sie im Mixed die Singapur International.